# Sarde in saor

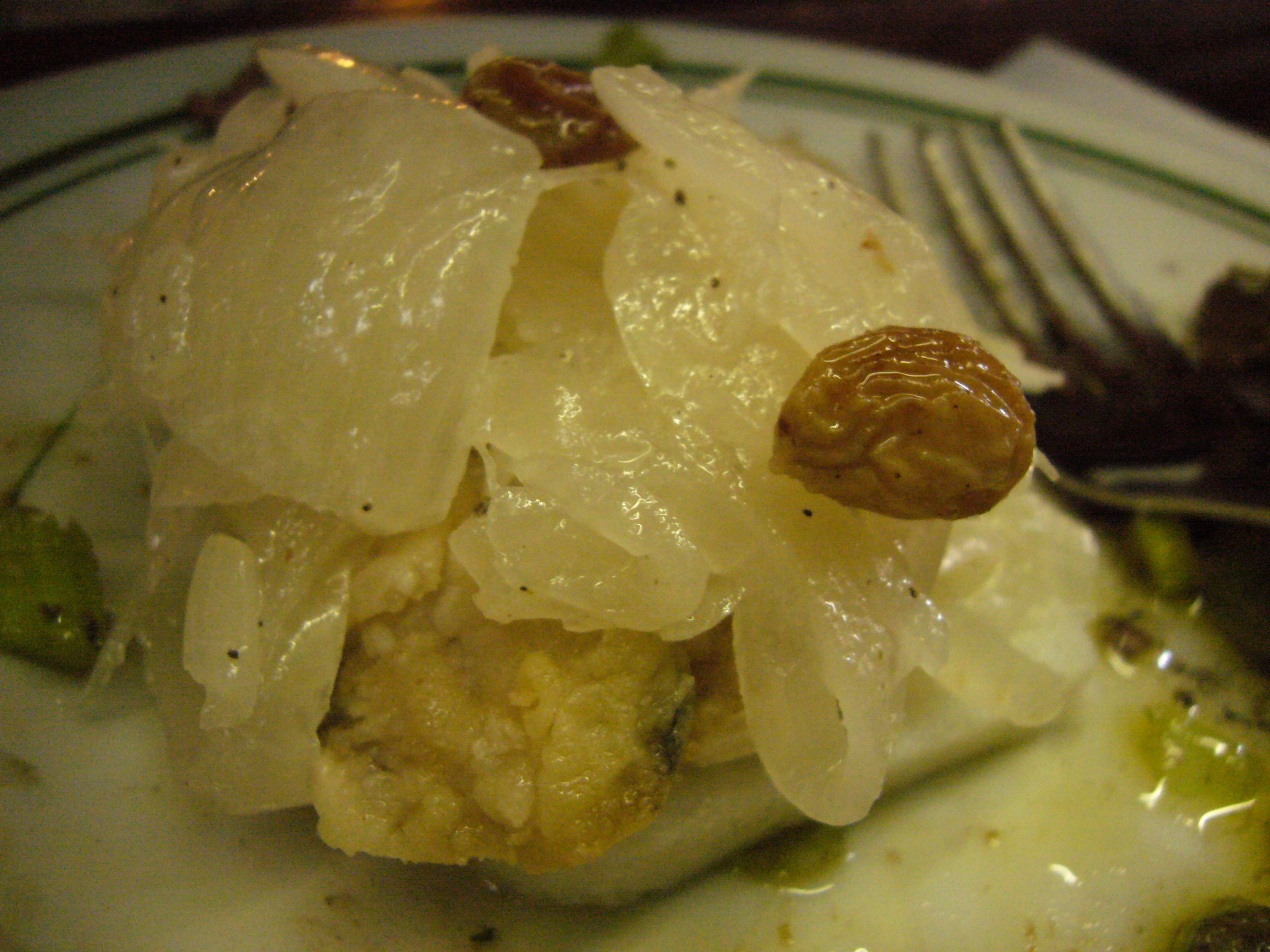
Sarde in saor

Le sarde in saor (sardèe in saór) sono un antipasto a base di sarde fritte, condite con cipolle in agrodolce, pinoli e uvetta (saor significa "sapore"), tipico della cucina veneziana.
Vengono spesso servite come spuntini nei bacari veneziani.

## Origini[3]
Particolare era il metodo di conservazione che usavano i pescatori veneziani, i quali avevano l'esigenza di tenere il cibo a bordo per molto tempo o comunque il più a lungo possibile.
Una volta cotte le cipolle con aceto e olio, si posavano a strati inframezzati da sarde fritte in contenitori di terracotta.
Col passare del tempo la ricetta ha acquisito tonalità gustative più "aristocratiche"; fu aggiunta infatti l'uva sultanina che serviva a favorire la digestione e ad addolcire bocca e alito dei suoi degustatori, con risvolti relazionali comprensibili.
La ricetta moderna prevede anche i pinoli.
Visto che i pescatori mangiavano le sarde in saor dopo che era passato molto tempo dal momento della loro preparazione, assaporavano le tonalità di gusto e aroma del prodotto non più fresco; quello rimase però il loro colore gustativo "vero".
Per questo motivo, ancora oggi, quando si preparano le sarde in saor, è buona norma consumarle almeno dopo un giorno di assestamento.